# Prasiai (Attika)
Prasiai oder Prasiä hieß in der Antike ein Hafenort in Attika. Er gehörte zur Phyle Pandionis und lag in der Küsten-Trittye Süd-Myrrhinous. Er befand sich auf dem Gebiet des heutigen Ortes Porto Rafti und der Name Prasonisi (griechisch Πρασονήσι = „grüne Insel“) der Insel, die der Halbinsel Punta vorgelagert ist, geht möglicherweise auf Prasiai zurück. Die Behauptung, dass sich der Ort auf der Koroni-Halbinsel befand konnte durch Ausgrabungen widerlegt werden.
Prasiai scheint ein sehr alter Ort gewesen zu sein. So soll schon Erysichthon von hier nach Delos übergesetzt sein, um am jährlichen Opferfest des Apollon teilzunehmen. Auf der Rückfahrt verstarb er jedoch und wurde in Prasiai begraben. Sein Grab soll sich auf der Insel Rafti befinden. Auch die Opfergaben der Hyperboreer wurden von Boten nach Prasiai in den Apollontempel gebracht und eine athenische Delegation nahm sie mit nach Delos. Neben dem Tempel für Apollon, soll es noch einen für Athena Pronoia, der von Diomedes gestiftet wurde, und ein Herakles-Heiligtum gegeben haben.
Titus Livius erwähnt, dass Issaier während des Zweiten Makedonisch-Römischen Kriegs Prasiai als Flottenstützpunkt nutzten.